# HMS Valiant (02)
El HMS Valiant (02) fue un acorazado Clase Queen Elizabeth de la Royal Navy. Fue puesto en grada en los astilleros Fairfield Shipyards, de Govan, el 31 de enero de 1913, botado el 4 de noviembre de 1914 y terminado en febrero de 1916.

## Historial

### Primera Guerra Mundial
Inició su carrera operativa en el 5.º escuadrón de batalla, participó en la Batalla de Jutlandia, donde disparó 288 proyectiles del 381 mm y un torpedo.

### Periodo de entreguerras
Entre 1929 y 1930 fue sometido a un proceso de modernización. Se le añadieron bulbos antitorpedo, incrementando su manga máxima hasta los 31,70 m. Las dos chimeneas, fueron unidas en una, y fue añadido un montaje óctuple antiaéreo de dos libras, fueron retirados dos tubos lanzatorpedos, y la plataforma para aeronaves, fue substituida por una catapulta. Estas reformas, aumentaron su desplazamiento hasta las 35 970 toneladas
En 1931, su tripulación, participó en el motín de Invergordon.
En 1936 le fue añadido un segundo montaje antiaéreo óctuple de 2 libras. Entre marzo de 1937 y noviembre de 1939 fue sometido a una segunda modernización en Devonport. Se cambió la maquinaria alcanzando una potencia total de 80 000 Cv. La máxima carga de combustible era de 3393 t, y su máxima velocidad, se redujo de 25 a 23,5 nudos a pesar del incremento de potencia, también se había incrementado el desplazamiento y el calado.

### Segunda Guerra Mundial
La guerra le sorprendió en el dique seco, por trabajos de modernización. Entró en servicio el 30 de noviembre de 1939 y tras pasar por el Caribe y misiones de escolta a los convoyes entre Canadá e Inglaterra, participó en la campaña de Noruega con el 2º escuadrón de batalla de la Home Fleet. De allí fue destinado a la fuerza H, con base en Gibraltar, con la que combatió contra la escuadra francesa en Mers-el-Kebir, el 3 de julio de 1940. En agosto pasó a la Mediterranean Fleet, con base en Alejandría. En septiembre llevó a cabo labores de escolta a portaaviones en el ataque a Bengasi, escolta de convoyes hacia Malta y a bombardeo de la costa Valona en el Adriático o Bardia en África del Norte. 
Luchó en la batalla del Cabo Matapán donde disparó cinco andanadas sobre el Zara y bombardeó Trípoli, el 21 de abril de 1941.
De regreso a Alejandría chocó con una mina el día 2, que le causó ligeros daños, por lo que pudo tomar parte en la operación de Creta, donde resultó alcanzado por dos veces en la popa por bombas de aviones alemanes, el 26 de mayo, lo que le obligó a permanecer en dique seco en Alejandría hasta mediados de julio. 
Continuó operando en el Mediterráneo oriental hasta que el 19 de diciembre de 1941 seis submarinistas italianos, comandados por el teniente Luigi Durand de la Penne, colocaron una mina debajo de un pañol en la sección de proa, la explosión provocó un agujero de 18 m de largo por 9 m de ancho bajo la torre A e inundo su polvorín. El barco se hundió en aguas poco profundas, quedando con una escora de 10º aunque con la cubierta por encima de la línea de flotación. Durand de la Penne y su segundo, cabo Emilio Bianchi, fueron hechos prisioneros y encerrados en un camarote de la nave. Para evitar muertes innecesarias, quince minutos antes de la explosión Durand de la Penne pidió reunirse con el capitán del HMS Valiant, Charles Morgan, y le explicó de la inminente explosión, pero se negó a dar más información, por lo que fue devuelto al compartimiento que justamente estaba encima de la mina que habían colocado momentos antes. Afortunadamente para los buzos italianos cuando la mina estalló justo debajo de ellos no fueron gravemente heridos por la explosión, Durand de la Penne sólo recibió una lesión menor en la cabeza por una cadena del barco. En el ataque también serían hundidos el HMS Queen Elizabeth, el petrolero noruego Sagona y el destructor HMS Jervis por los cuatro hombres rana restantes de la Marina Italiana.
Reflotado meses después, y gracias a reparaciones provisionales, en mayo de 1942 pudo partir a Durban, Sudáfrica, para ser reparado en profundidad. No estuvo listo hasta finales de julio de 1942. Tras su vuelta al servicio fue destinado al mando del Atlántico Sur, con base en Freetown, donde permaneció inactivo en puerto hasta que en febrero de 1943 regresó a Inglaterra para revisiones de mantenimiento. Listo nuevamente en mayo, volvió a Alejandría, el 23 de junio de 1943. Tomó parte en el desembarco de Salerno, bombardeando las posiciones costeras alemanas del 9 al 16 de septiembre y en octubre regresó a Inglaterra para nuevas revisiones que duraron hasta el 1 de diciembre; volviendo al servicio activo, en enero de 1944 formaba parte del 1º escuadrón de batalla de la Eastern Fleet con base en Ceilán. Con esta flota, operó en los raids contra Sabang y Surabaya entre abril y julio.
El 8 de agosto de 1944, cuando el acorazado se encontraba en Trincomalee, realizando tareas de mantenimiento, en el dique seco AFD28, este se desplomó y el acorazado literalmente "se cayó" al colapsarse la estructura que lo soportaba provocándose gravísimos daños, sus dos hélices internas se atascaron al igual que uno de sus timones. 
Tras unas intensas reparaciones de emergencia, el HMS Valiant zarpo con rumbo hacia Alejandría vía canal de Suez para efectuar reparaciones, navegando a solo 8 nudos. El 21 de octubre encalló en la entrada sur al canal y allí permaneció hasta el 9 de diciembre, día que pudo zarpar con rumbo a Inglaterra vía el Cabo, llegando a su destino el 14 de enero de 1945.

### Posguerra
Fue dado de baja el 1 de febrero de 1945 para comenzar las reparaciones del accidente, éstas no habían terminado cuando concluyó la guerra, por lo que fueron abandonadas. Tras unos años olvidado y usado como almacén, el HMS Valiant finalmente fue desguazado en agosto de 1948.